# Karol Mestenhauser
Karol Mestenhauser (* 1831; † 1901) war ein polnischer Tänzer und Tanzlehrer in Warschau. Seine Publikationen sind Standardwerke zum Gesellschaftstanz in Polen im 19. Jahrhundert.
Er war der Sohn von Karol Mestenhauser und dessen Ehefrau Ludwika.

## Schriften
- 1878: Sto figur mazurowych oraz zasady ogólne i szczególowe. Warschau.
- 1880: Kontredans i lansjer opisane przez ... dlauzytku uczacych sie. Warschau.
- 1884–1888: Szkola taneczna [...] w trzech czesciach; Teil 2: Tance kolowe: galop, polka, polka maszurka z troteska, walce, oberek. Tance figurowe: kontredans, lansjer, imperial, polonez, krakowiak, kotylion. Warschau 1888, 4. Auflage, 1904; Teil 3: Mazur i jego zasady oraz 125 figur mazurowych. Warschau 1887, 5. (erweiterte) Auflage, 1901.

| Personendaten    | Personendaten                    |
| ---------------- | -------------------------------- |
| NAME             | Mestenhauser, Karol              |
| KURZBESCHREIBUNG | polnischer Tänzer und Tanzlehrer |
| GEBURTSDATUM     | 1831                             |
| GEBURTSORT       | Polen                            |
| STERBEDATUM      | 1901                             |